# جک کارتر (سیاستمدار)
جان ویلیام کارتر (زاده ۳ ژوئیه ۱۹۴۷) یک تاجر و سیاستمدار آمریکایی است که در سال ۲۰۰۶ برای مجلس سنای ایالات متحده در نوادا نامزد شد و در انتخابات عمومی از جان انساین شکست خورد. او فرزند بزرگ جیمی کارتر رئیس‌جمهور اسبق و بانوی اول روزالین کارتر است.

## سنین جوانی و تحصیل
کارتر چهار روز قبل از اولین سالگرد ازدواج والدینش در مرکز پزشکی نیروی دریایی پورتسموث در پورتسموث ویرجینیا به دنیا آمد. او که در پلینز، جورجیا بزرگ شد، زمستان‌ها را در انبار مزرعه بادام زمینی پدرش کار می‌کرد، جایی که دستمزد او از ۱۰ سنت در ساعت شروع می‌شد. کارتر زمانی که برای نخستین بار در سال ۱۹۶۵ وارد دانشگاه شد، با شرکت در موسسه فناوری جورجیا، دانشگاه اموری و دانشگاه ایالتی جنوب غربی جورجیا پیش از ثبت نام در نیروی دریایی ایالات متحده در آوریل ۱۹۶۸ به پیشنهاد پدرش، با مشکل مواجه شد. کارتر در طول جنگ ویتنام در کشتی نجات کار کرد. او در اواخر سال ۱۹۷۰ پس از اینکه او و ۵۳ همکلاسی خود در حال کشیدن ماری جوانا در تأسیسات راکتورهای دریایی در آیداهو فالز، آیداهو دستگیر شدند، آزاد شد. کارتر به جورجیا بازگشت و مدرک فیزیک هسته ای گرفت. پس از دانش‌آموختگی وارد دانشکده حقوق دانشگاه جورجیا شد و دکترای حقوقی خود را در سال ۱۹۷۵ دریافت کرد.
در سال ۱۹۸۵، دیوید والچینسکی برای کتابش با عنوان «گزارش میان دوره ای: کلاس ۶۵: تواریخ یک نسل آمریکایی» (۹۸۶) با او مصاحبه کرد. این کتاب بعداً با عنوان «کلاس ۶۵، داستان‌های یک نسل آمریکایی» منتشر شد که از دیدگاه دو دهه پس از دانش‌آموختگی از دبیرستان نوشته شده بود. با بیست و هشت فارغ‌التحصیل دبیرستان معاصر مصاحبه شد و والاچینسکی به تأثیر عمیق جنگ بر ویتنام بر زندگی آنها اشاره کرد.

## کار
در سال ۱۹۸۱، کارتر به شیکاگو مهاجرت کرد و در آنجا برای هیئت تجارت شیکاگو و سیتی بانک کار کرد.